# باشگاه فوتبال ستاره ساحلی
باشگاه فوتبال ستاره ساحلی (به انگلیسی: Étoile du Sahel) یک باشگاه فوتبال در کشور تونس است.
این باشگاه که در سال ۱۹۲۵ میلادی تأسیس شده‌است در شهر سوسه قرار دارد، سابقه ۱۱ قهرمانی در لیگ دسته اول فوتبال تونس، ۱۰ قهرمانی در جام حذفی فوتبال تونس، ۱ قهرمانی در جام اتحادیه فوتبال تونس و ۳ قهرمانی در سوپر جام فوتبال تونس را دارد.
این تیم همچنین در سال ۲۰۰۷ برای اولین بار به مقام قهرمانی در لیگ قهرمانان آفریقا دست یافت و به مسابقات جام باشگاه‌های جهان ۲۰۰۷ راه پیدا کرد. علاوه بر این، ۲ قهرمانی در جام کنفدراسیون آفریقا، ۲ قهرمانی در جام برندگان جام آفریقا، ۲ قهرمانی در جام آفریقا، ۲ قهرمانی در سوپر جام آفریقا و ۱ قهرمانی در جام قهرمانان باشگاه‌های عربی از جمله دیگر افتخارات بین‌المللی این باشگاه است.